# Patrick Konrad
Patrick Konrad, avstrijski kolesar, * 13. oktober 1991, Mödling, Avstrija.
Konrad je profesionalni cestni kolesar, ki od leta 2015 tekmuje za UCI WorldTeam ekipo Red Bull–Bora–Hansgrohe, pred tem pa je bil član ekip Tyrol–Team Radland Tirol, Team Vorarlberg, Etixx–IHNed, Gourmetfein–Simplon Wels in NetApp–Endura. Nastopil je na poletnih olimpijskih igrah leta 2020, kjer je zasedel 18. mesto na cestni dirki in 31. v kronometru. Na dirkah Grand Tour je edino etapno zmago dosegel na Dirki po Franciji leta 2021, ko je dosegel tudi svojo najboljšo uvrstitev v skupnem seštevku s 27. mestom. Uspešnejši je bil na Dirki po Italiji, kjer se je v treh nastopih dvakrat uvrstil v prvo deseterico v skupnem seštevku, s sedmim mestom leta 2018 in osmim leta 2020. Leta 2021 je dosegel tretje mesto na Dirki po Švici. Dvakrat je postal avstrijski državni prvak na cestni dirki. Njegov oče je organizator Dunajskega maratona in nekdanji atlet Wolfgang Konrad.